# Saint-Germain-de-Montgommery
Saint-Germain-de-Montgommery är en kommun i departementet Calvados i regionen Normandie i norra Frankrike. Kommunen ligger i kantonen Livarot som ligger i arrondissementet Lisieux. År 2018 hade Saint-Germain-de-Montgommery 168 invånare.

## Befolkningsutveckling
Antalet invånare i kommunen Saint-Germain-de-Montgommery
Referens:INSEE